# Sveriges pensionärers intresseparti
Sveriges pensionärers intresseparti, kurz spi (schwedisch; übersetzt „Interessenpartei der schwedischen Rentner“) ist eine Kleinpartei in Schweden.
Im Jahr 1987 schlossen sich lokale Rentnerparteien zusammen und kandidierten 1991 das erste Mal auf Reichsebene. Die Partei, die in allen Wahlen mit Ausnahme von 1998 weniger als 1 % der Wählerstimmen bekam, ist in einem Provinziallandtag und in mehr als 50 Gemeinden vertreten.
Ursprünglich eine Generationenpartei, die die Interessen der Rentner und Pensionäre vertrat, versuchte die Partei durch ein neues Parteiprogramm 2004 ihre Zielgruppe zu erweitern. Das Parteiprogramm fordert eine Verschärfung der Immigrationspolitik und wird von manchen als fremdenfeindlich beurteilt.